# Stenoplastis carderi
Stenoplastis carderi är en fjärilsart som beskrevs av Druce 1899. Stenoplastis carderi ingår i släktet Stenoplastis och familjen tandspinnare. Inga underarter finns listade i Catalogue of Life.